# Rudolf Hiden
Josef Rudolf Hiden (19. března 1909, Štýrský Hradec – 11. září 1973, Vídeň) byl rakouský fotbalista a trenér.
Hrál na postu brankáře za Wiener AC a RC Paris. Reprezentoval Rakousko a Francii.

## Hráčská kariéra
Rudolf Hiden hrál na postu brankáře za Grazer AK, Wiener AC a RC Paris.
Za Rakousko chytal 20 zápasů a za Francii 1 zápas.

## Trenérská kariéra
Hiden trénoval několik italských klubů.

## Úspěchy
Grazer AK
- Mistr Štýrska: 1926, 1927

Wiener AC
- Rakouský pohár: 1931
- Finále Středoevropského poháru: 1931

RC Paris
- Mistr Francie: 1936
- Francouzský pohár: 1936, 1939, 1940